# ヤーチャイカ
『ヤーチャイカ』は、2008年公開の日本映画。
ほぼ全編にわたり、写真のみで構成された映像と詩と音楽とが融合される「写真映画」の形式が用いられている。2009年ロンドン映画祭出展作品。

## キャスト
- 香川照之…正午
- 尾野真千子…新菜
- コモブチキイチロウ
- 高松いく

## スタッフ
- 監督：覚和歌子、谷川俊太郎
- 企画・プロデューサー：畠中基博、中村誠
- 脚本・編集：覚和歌子、 谷川俊太郎
- 撮影監督：首藤幹夫
- 音楽：丸尾めぐみ
- 衣装：伊藤佐智子
- 録音：橋本泰夫
- アートディレクター：葛西薫
- 製作：ヤーチャイカ製作委員会（パグポイント・ジャパン、フロンティアワークス、ティー ワイ リミテッド）
- 配給・宣伝：アンジェリカ
- 宣伝協力：フロンティアワークス